# Grenzbach (Heinbach)
Der Grenzbach ist ein Fließgewässer, das im oberpfälzischen Steinwald entspringt und später die Naab-Wondreb-Senke durchläuft. Nach knapp 9 Kilometer langem Lauf ungefähr nach Südosten mündet er von rechts im Pfarrdorf Thumsenreuth der Gemeinde Krummennaab in den Heinbach, der über die Fichtelnaab, die Waldnaab und dann die Naab in die Donau entwässert.

## Name
Der Name des Baches kommt daher, dass er im Bereich südlich des Steinwaldes Grenzbach zwischen dem sulzbachischen Gemeinschaftsamt Parkstein-Weiden und dem Kurfürstentum Bayern war. Heute ist er am Mittellauf lange Grenzbach zwischen der Stadt Erbendorf am rechten sowie den Gemeinden Friedenfels und vor allem Krummennaab am linken Ufer.
Der Unterlauf des Heinbachs vom Zufluss des Grenzbachs bei Thumsenreuth bis zu dessen Mündung in die Fichtelnaab bei Trautenberg wurde früher als Fortsetzung des Grenzbachs bezeichnet, nach der damaligen Nomenklatur war also der Heinbach ein linker, nördlicher Nebenfluss des Grenzbachs. Die Bezeichnung Grenzbach für den Unterlauf des Heinbachs ist auch heute noch in der Bevölkerung verbreitet.

## Verlauf
Der Grenzbach entspringt am Trauf des Steinwaldes auf etwa 805 m ü. NHN etwa einen halben Kilometer nordöstlich des Saubadfelsens und auf dem Stadtgebiet von Erbendorf. Er fließt in südöstlicher Richtung an den Ortsteilen Napfberg und Grenzmühle vorbei und ist dabei auf kurzem Abschnitt Grenze zwischen Erbendorf und der Gemeinde Friedenfels. Nach Durchqueren eines Zipfels des Erbendorfer Stadtgebietes folgt sein Verlauf der Grenze zwischen diesem und der Gemeinde Krummennaab, bis er sich zwischen der Einöde Bayrischhof und dem Weiler Kühlenmorgen am Lauf kurz von der Grenze weg nach Osten wendet. Er fließt, nun auf der Gemarkung von Krummennaab, zwischen Kühlenmorgen und Waffenhammer, wo er einst die Wasserräder der Hammerschmiede antrieb, hindurch. Hiernach wieder südostwärts und speist den rechts am Ufer liegenden Erlenweiher von Thumsenreuth mit Frischwasser. Nachdem er die kleine Talmulde zwischen den Ortschaften Kohlbühl links und Thumsenreuth rechts durchlaufen hat, fließt er dort von rechts und gegenüber von Mittelmühle in den Heinbach ein, der seinerseits bei Trautenberg von links in die Fichtelnaab mündet.
Der Grenzbach mündet nach etwa 8,7 km langem Lauf mit mittlerem Sohlgefälle von rund 38 ‰ etwa 332 Höhenmeter unterhalb seiner Quelle nahe dem Saubadfelsen.

## Naturschutz
Den Läufen von Grenzbach und Heinbach entlang bis kurz nach ihrem Zusammenfluss erstreckt sich schmal ein FFH-Gebiet. In beiden Bächen leben Flussperlmuscheln und Groppen.